# Malaconotus olivaceus
Malaconotus olivaceus é uma espécie de ave da família Malaconotidae.
Pode ser encontrada nos seguintes países: Malawi, Moçambique, África do Sul, Essuatíni e Zimbabwe.
Os seus habitats naturais são: florestas secas tropicais ou subtropicais , florestas subtropicais ou tropicais húmidas de baixa altitude, regiões subtropicais ou tropicais húmidas de alta altitude e matagal árido tropical ou subtropical.